# ميشيل كيغان
ميشيل كيغان (بالإنجليزية: Michelle Keegan)‏ (ولدت في 3 يونيو 1987) ممثلة إنجليزية، عرفت بظهورها في دور «تينا ماكنتاير» في المسلسل التلفزيوني البريطاني شارع كورونيشن بين عامي 2008-2014 , ونالت عنه على  جائزة الصابون البريطانية لأفضل وافد جديد (2008),  جائزة الصابون البريطانية للأكثر النساء جاذبية (2009-2014), في عام 2015 حصلت على جائزة فام «المرأة الأكثر جاذبية في العالم».

## نشأتها
وُلِدت ميشيل كيغان في ستوكبورت لأبويه مايكل كيغان وجاكي تيرنر. كانت جدتها لأمها من جبل طارق تزوجت من جندي بريطاني متمركز في جبل طارق، ولديها أيضًا أصول إيطالية بعيدة من جدها الأكبر السبعة الذي هاجر إلى جبل طارق من جنوة. لديها أصول أيرلندية من جهة والدها. التحقت بمدرسة سانت باتريك الكاثوليكية الثانوية في إيكليس بالقرب من مانشستر، وكلية بيندلتون في سالفورد، ثم التحقت بمدرسة مانشستر للتمثيل. عملت في متجر سيلفريدجز في مركز ترافورد، وعملت كموظفة تسجيل وصول في مطار مانشستر.

## روابط خارجية
- ميشيل كيغان على موقع IMDb (الإنجليزية)
- ميشيل كيغان على موقع ألو سيني (الفرنسية)
- ميشيل كيغان على موقع ميوزك برينز (الإنجليزية)
- ميشيل كيغان على موقع قاعدة بيانات الفيلم (الإنجليزية)
- ميشيل كيغان على موقع كينوبويسك (الروسية)